# Aechmophorus

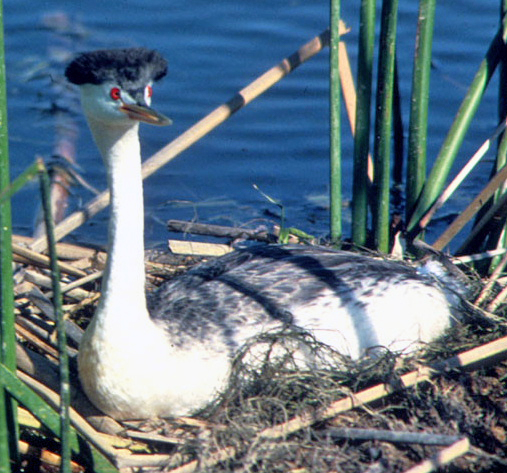
Clarktaucher im Brutkleid

Aechmophorus ist eine Vogelgattung aus der Familie der Lappentaucher. Die Gattung besteht aus nur zwei Arten, dem Renntaucher (Aechmophorus occidentalis) und dem Clarktaucher (Aechmophorus clarkii). Fossil ist auch noch Aechmophorus elasson, eine ausgestorbene Art aus dem späten Pliozän bekannt.

## Merkmale
Die beiden rezenten Arten wurden 1858 von George Newbold Lawrence als Podiceps occidentalis und Podiceps clarkii im selben Werk getrennt beschrieben, er wies jedoch auf die große Ähnlichkeit der beiden neuen Arten hin. Unterschiede sah er vor allem in der Form des Schnabels, in der Färbung bestimmter Teile des Gefieders und im Verbreitungsgebiet.

## Verbreitung
Der Renntaucher ist an der nordamerikanischen Pazifikküste der USA weiter nördlich beheimatet als der Clarktaucher. Er kommt in Kanada und in den USA vom Bundesstaat Washington bis nach Kalifornien vor, der Clarktaucher ist im südlichen Kalifornien und in New Mexico verbreitet, sein Verbreitungsgebiet reicht bis Mexiko.

## Taxonomie
1862 stellte Elliott Coues die beiden nahe verwandten Arten Renntaucher und Clarktaucher in eine eigene Gattung mit dem Namen Aechmophorus. Der Name ist aus ursprünglich griechischen Wörtern zusammengesetzt und bedeutet Speerträger. Coues wollte damit auf den spitzen Schnabel der beiden Lappentaucher hinweisen. Die Diskussion über eindeutige Unterscheidungsmerkmale für die beiden Arten dauert noch an. Sie wurde durch Skelettanalysen und Beschreibungen des Verhaltens der beiden Arten erweitert.